# 戈沃里 (溫基夫齊區)
48°56′45″N 27°21′2″E / 48.94583°N 27.35056°E
霍沃里（烏克蘭語：Говори）是位於烏克蘭西部的村莊，由赫梅利尼茨基州裡赫梅利尼茨基區的溫基夫齊市鎮負責管轄。該村處於巴季格河畔，始建於1630年，面積2平方公里，海拔高度257米，2001年人口562。